# Olakunle Olusegun
Olakunle Olusegun, né le 23 avril 2002 à Ilorin au Nigeria, est un footballeur international nigérian qui évolue au poste d'ailier gauche au Pari NN, en prêt du FK Krasnodar.

## Biographie

### En club
Né à Ilorin au Nigeria, Olakunle Olusegun est formé par le club local de l'ABS F.C. (en), puis en Russie, au FDC Vista avant de rejoindre le Danemark lors de l'été 2020 pour s'engager en faveur du Fremad Amager, club évoluant alors en deuxième division danoise.
Il joue son premier match en professionnel avec ce club, le 1er septembre 2020 lors d'une rencontre de coupe du Danemark face au B 1908 Amager. Titulaire ce jour-là, il se fait remarquer en réalisant un triplé, donnant ainsi la victoire à son équipe (1-3 score final). Olusegun se distingue dès la première journée de la saison 2020-2021, le 12 septembre 2020 contre le Vendsyssel FF, en marquant deux buts. Entré en jeu après la mi-temps, il contribue à la victoire des siens (6-0 score final).
Le 23 août 2021, Olakunle Olusegun rejoint le FK Krasnodar sous la forme d'un prêt d'une saison. Il est dans un premier temps intégré à l'équipe B du club.
Olusegun joue son premier match pour l'équipe première du FK Krasnodar le 3 avril 2022 contre le FK Dynamo Moscou, en championnat. Il est titularisé et son équipe s'incline par un but à zéro.
Le 14 juin 2022, Olusegun s'engage définitivement avec le FK Krasnodar. Il signe un contrat courant jusqu'en juin 2026.
Le 23 juillet 2025, Olusegun est prêté au FK Pari Nijni Novgorod jusqu'en juin 2026.

### En sélection
Olakunle Olusegun est sélectionné avec l'équipe du Nigeria des moins de 17 ans pour participer à la Coupe d'Afrique des nations des moins de 17 ans 2019. Il y joue cinq matchs et se fait remarquer contre l'Angola en marquant un but. Son équipe s'impose par un but à zéro ce jour-là. Les jeunes nigérians perdent en demi-finale contre la Guinée aux tirs au but et perdent le match pour la troisième place face à l'Angola (1-2).
Avec cette même sélection il participe quelques mois plus tard à la coupe du monde des moins de 17 ans en 2019. Il joue quatre matchs, tous en tant que titulaire et marque un but contre les Pays-Bas en huitième de finale (défaite 1-3).